# Salix rhaetica
Salix rhaetica là một loài thực vật có hoa trong họ Liễu. Loài này được Andersson miêu tả khoa học đầu tiên.